# 934年
| 千纪： | 1千纪 |
| 世纪： | 9世纪 \| 10世纪 \| 11世纪 |
| 年代： | 900年代 \| 910年代 \| 920年代 \| 930年代 \| 940年代 \| 950年代 \| 960年代 |
| 年份： | 929年 \| 930年 \| 931年 \| 932年 \| 933年 \| 934年 \| 935年 \| 936年 \| 937年 \| 938年 \| 939年 |
| 纪年： | 甲午年（马年）；南吴大和六年；闽龙启二年；于阗同慶二十三年；契丹天显九年；南汉大有七年；后唐（吴越、荆南、马楚）应顺元年，清泰元年；东丹国甘露九年；大義寧大明四年；后蜀長興五年、明德元年；日本承平四年；后百济正开三十四年 |

## 大事记
- 中国
  - 後唐蜀王孟知祥趁皇位爭奪內亂之際在成都建都称帝，年号明德，国号蜀，史称“后蜀”，在位不到一年後崩殂，由後蜀後主孟昶繼任。
  - 後唐閔帝李從厚改年號為應順。
  - 後唐閔帝李從厚徙石敬瑭為成德節度使。
  - 李嗣源義子李從珂反叛，攻入京師稱帝，是為後唐末帝，繼位後任石敬瑭為河東節度使。
  - 後唐改封錢元瓘為吳越王。
- 西亞
  - 白益第三子阿里佔領法爾斯的都城設拉子，創建白益王朝（布維西王朝）。

## 逝世
- 後唐閔帝李從厚。
- 後蜀高祖孟知祥。
- 符彥超，後唐軍事將領。